# Joe Butterfly
Pour plus de détails, voir Fiche technique et Distribution.
Joe Butterfly est un film américain réalisé par Jesse Hibbs, sorti en 1957.

## Synopsis
Japon, septembre 1945, une équipe du magazine Yank, composée d'Ed Kennedy, John Woodley, Jim McNulty, Dick Mason et Saul Bernheim, monte à bord d'un transport de troupes pour couvrir la reddition de l'armée japonaise. Plus tard, alors qu'ils sont en train de célébrer leur imminent retour à la vie civile, ils apprennent qu'ils doivent rester à Tokyo trois jours de plus pour écrire des articles pour le premier numéro d'après-guerre de Yank. Ils vont rencontrer un certain nombre de problèmes et devoir demander de l'aide à un escroc, Joe Butterfly.

## Fiche technique
- Titre original : Joe Butterfly
- Titre français : Joe Butterfly
- Réalisation : Jesse Hibbs
- Scénario : Sy Gomberg, Jack Sher et Marion Hargrove (en), d'après la pièce Mr. Butterfly d'Evan Wylie et Jack Ruge
- Direction artistique : Alexander Golitzen, Alfred Sweeney
- Décors : Russell A. Gausman
- Photographie : Irving Glassberg
- Son : Leslie I. Carey, Joe Lapis (en)
- Montage : Milton Carruth
- Musique : Irving Gertz, Earl E. Lawrence, Henry Mancini, Stanley Wilson
- Production : Aaron Rosenberg
- Société de production : Universal-International Pictures
- Société de distribution : Universal Pictures
- Pays de production :  États-Unis
- Langue originale : anglais
- Format : couleur (Technicolor) — 35 mm — 2,35:1 — Son : Mono (Westrex Recording System)
- Genre : Comédie
- Durée : 90 minutes
- Dates de sortie : 
  - États-Unis : 29 mai 1957 (première à New York)
  - France : 17 juillet 1957

## Distribution
- Audie Murphy : 2de classe Joe Woodley
- George Nader : Sergent Ed Kennedy
- Keenan Wynn : Harold Hathaway
- Kieko Shima : Chieko
- Fred Clark : Colonel Fuller
- John Agar : Sergent Dick Mason
- Charles McGraw : Sergent Jim McNulty
- Shinpei Shimazaki : Boku
- Reiko Higa : la fausse Tokyo Rose
- Tatsuo Saitō : Sakayama, le père
- Chizu Shimazaki : la mère
- Herbert Anderson : Major Ferguson
- Eddie Firestone (en) : Sergent Oscar Hulick
- Frank Chase : Quartier-maître Saul Bernheim
- Harold Goodwin : Colonel Hopper
- Willard W. Willingham : un soldat
- Burgess Meredith : Joe Butterfly